# 帕拉軍工廠P18-9半自動手槍
帕拉軍工廠P18-9（英語：Para-Ordnance P18-9）是一款由加拿大槍械製造商帕拉軍工廠（Para-Ordnance）於1980年代後期研製、生產及銷售的M1911半自動手槍的雙排彈匣型號之一，發射9×19公釐帕拉貝倫口徑手枪子彈。

## 歷史
1980年代後期，多伦多的帕拉軍工廠開始銷售用於M1911A1手槍的“大容量轉換套件”，其中包括一個更寛大的握把，用於容納隨套件提供的雙排彈匣，使M1911手槍的彈匣容量從原來的7發增加一倍為14發；還有新型扳機組件，具有適當的尺寸變化，以適應加寬了的握把底把。隨著套件的成功，1990年，帕拉軍工廠開始自行生產其M1911手槍，當中包括了.45 ACP以外的9×19毫米「帕拉贝鲁姆」口徑。
1999年，帕拉軍工廠還推出了其LDA純雙動扳機改進型。

## 名字之意
名字中的P為帕拉軍工廠（Para-Ordnance）、18為彈匣可裝18發子彈，9則是指9×19毫米魯格彈。

## 概述
帕拉軍工廠P18-9事實上是柯爾特M1911政府型的仿製型，並修改其口徑與底把、裝上名為“大容量轉換件”的手槍附件以容納其18發可拆卸式雙排大容量彈匣。撞針上具有額外的保險，而“輕型雙動”（LDA）型時還會改為使用雙動操作扳機。該槍是以鋁合金（初期型）、碳鋼或不銹鋼等材料製成。
就像柯爾特M1911，帕拉軍工廠P18-9只有單動操作。它還具有海狸尾式握把保險、手動操作式拇指保險和撞針保險等功能。另外，專業定制型在彈匣插座具有喇叭狀擴口件，而黑色行動型則在套筒下、扳機護環前方的防塵蓋整合了一條MIL-STD-1913戰術導軌。

## 衍生型
其他口徑包括.45 ACP的P14-45和.40 S&W的P16-40。

## 資料來源
1. 1 2  . Modern Firearms. 2010-10-22  [2018-08-09]. （原始内容存档于2021-03-03） （英国英语）.

## 外部連結
- （英文）—Para USA makers of Custom P18-9
- （英文）—Modern Firearms—Para Ordnance P14-45 and LDA pistol （页面存档备份，存于）
- （简体中文）—D Boy Gun World（槍炮世界）—Para Ordnance公司 （页面存档备份，存于）